# Le Cahier (40 chansons de Brassens en public)
Cet article possède un paronyme, voir Le Cahier (84 chansons de Brassens en public).
 (avril 2024).
Si vous disposez d'ouvrages ou d'articles de référence ou si vous connaissez des sites web de qualité traitant du thème abordé ici, merci de compléter l'article en donnant les références utiles à sa vérifiabilité et en les liant à la section « Notes et références ».
Albums de Maxime Le Forestier
Le Cahier récré (17 chansons de Brassens à l'usage des garnements)
(1998) Le Cahier (84 chansons de Brassens en public)
(1998)
Le Cahier (40 chansons de Brassens en public) est un album-hommage public solo de Maxime Le Forestier à Georges Brassens, sorti en 1998.

## Liste des titres
| 1.  | Dans l'eau de la claire fontaine |  |
| 2.  | Les Passantes                    |  |
| 3.  | La Religieuse                    |  |
| 4.  | La Non-demande en mariage        |  |
| 5.  | Le Petit Joueur de flûteau       |  |
| 6.  | Le Blason                        |  |
| 7.  | Les Amoureux des bancs publics   |  |
| 8.  | Il n'y a pas d'amour heureux     |  |
| 9.  | Saturne                          |  |
| 10. | Le Testament                     |  |
| 11. | Chanson pour l'Auvergnat         |  |
| 12. | La Maîtresse d'école             |  |
| 13. | La Légende de la nonne           |  |
| 14. | Le Gorille                       |  |
| 15. | Marinette                        |  |
| 16. | Rien à jeter                     |  |
| 17. | La Marche nuptiale               |  |
| 18. | Le Grand Pan                     |  |
| 19. | Bonhomme                         |  |
| 20. | Le Pluriel                       |  |

| 1.  | Stances à un cambrioleur                       |  |
| 2.  | La Route aux 4 chansons                        |  |
| 3.  | Le Vieux Léon                                  |  |
| 4.  | L'Ancêtre                                      |  |
| 5.  | Si seulement elle était jolie                  |  |
| 6.  | Mélanie                                        |  |
| 7.  | Le Parapluie                                   |  |
| 8.  | Don Juan                                       |  |
| 9.  | Les Oiseaux de passage                         |  |
| 10. | La Mauvaise Réputation                         |  |
| 11. | Brave Margot                                   |  |
| 12. | Le Chapeau de Mireille                         |  |
| 13. | L'Enterrement de Paul Fort (poème)             |  |
| 14. | Le Petit cheval                                |  |
| 15. | Misogynie à part                               |  |
| 16. | Les Sabots d'Hélène                            |  |
| 17. | Quatre-vingt-quinze pour cent                  |  |
| 18. | Supplique pour être enterré à la plage de Sète |  |
| 19. | Je m'suis fait tout petit                      |  |
| 20. | Les Copains d'abord                            |  |
| 21. | Les Croquants                                  |  |